# Ruta 118 (Costa Rica)
La Ruta 118, oficialmente Ruta Nacional Secundaria 118, es una ruta nacional de Costa Rica ubicada en la provincia de Alajuela.

## Descripción
En la provincia de Alajuela, la ruta atraviesa el cantón de Alajuela (los distritos de San José, Tambor), el cantón de Grecia (los distritos de Grecia, San Roque, Tacares, Puente de Piedra, Bolívar), el cantón de Naranjo (el distrito de Naranjo), el cantón de Poás (el distrito de Carrillos), el cantón de Sarchí (los distritos de Sarchí Norte, Sarchí Sur, San Pedro).